# جشنواره فیلم استاکر
جشنواره بین‌المللی فیلم حقوق بشر "استاکر" (روسی: Международный фестиваль фильмов о правах человека «Сталкер») که به عنوان استاکر: جشنواره بین‌المللی فیلم حقوق بشر نیز ترجمه می‌شود و به‌طور خلاصه با نام استاکر یا جشنواره فیلم استاکر نیز شناخته می‌شود، یک جشنواره فیلم است که از سال ۱۹۹۵ سالانه در مسکو و مراکز منطقه‌ای روسیه برگزار می‌شود. تمرکز آن بر حقوق بشر است و توسط انجمن کارگردانان فیلم روسیه اداره می‌شود.

## تاریخچه

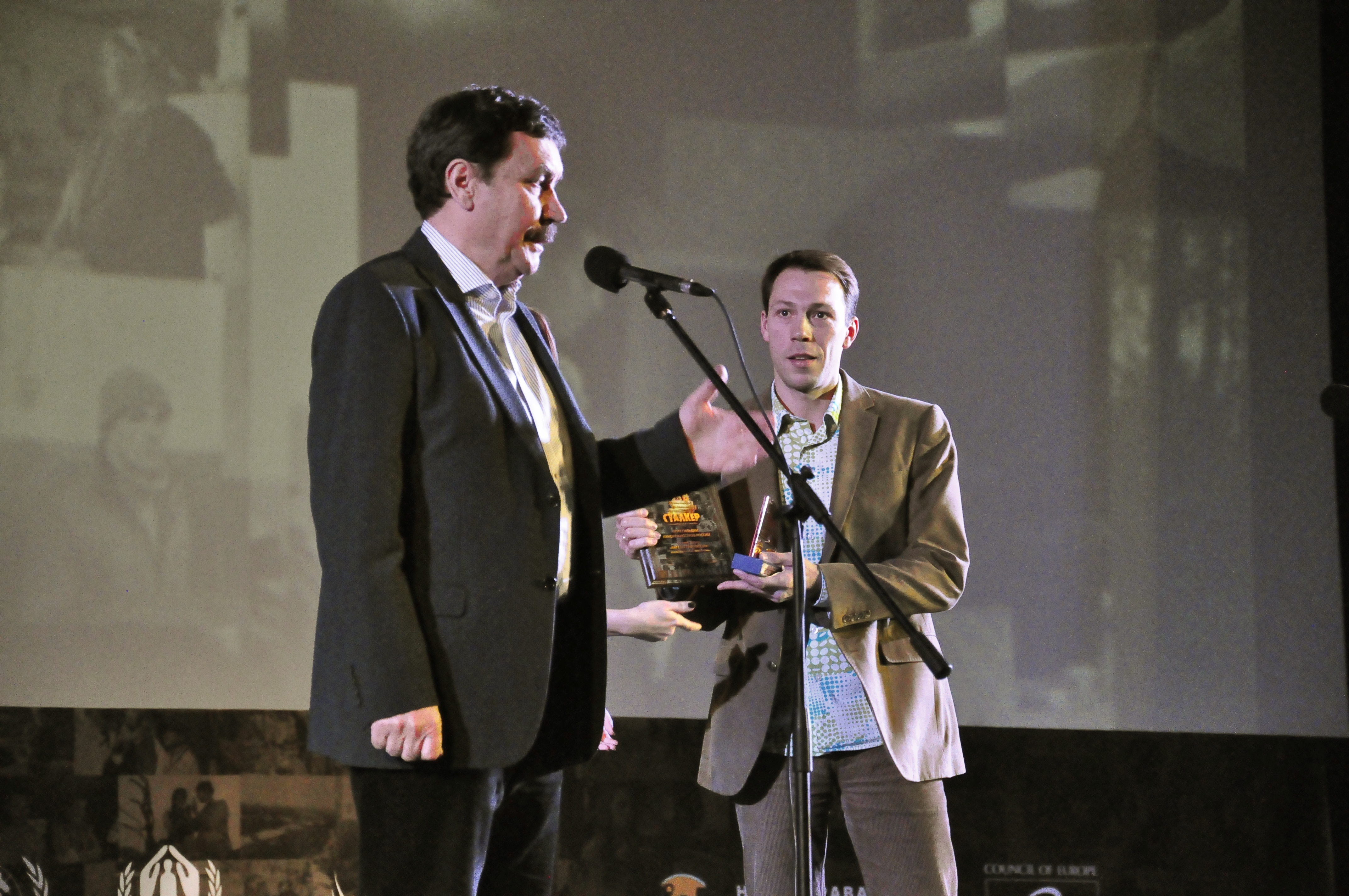
وادیم عبدراشیتوف و کنستانتین بالاکیرف در استاکر، ۱۵ دسامبر ۲۰۱۵

جشنواره استاکر در سال ۱۹۹۵ پس از آنکه گروهی از فیلمسازان روسی دوره شوروی تاریخ روسیه، به ویژه پاکسازی‌های استالینیستی دهه ۱۹۳۰ که در آن بسیاری از مردم از آزادی خود محروم شدند را بررسی کردند، تأسیس شد. نام این جشنواره از فیلم استاکر ساخته کارگردان روسی، آندری تارکوفسکی، گرفته شده است که ارزش‌های جاودانه و جهانی رحمت و عشق به همسایه و مسئولیت شخصی افراد در قبال جامعه را گرامی می‌دارد و بر آن تأکید می‌کند. در این فیلم، یک «استاکر» یک راهنمای حرفه‌ای برای «منطقه» است، کسی که توانایی و تمایل عبور از مرز به مکانی خطرناک و ممنوعه با هدفی خاص را دارد. این کارگردان گفت که «منطقه نماد هیچ چیز نیست، بیش از هر چیز دیگری در فیلم‌های من: منطقه یک منطقه است، زندگی است». هدف این جشنواره «تلاشی برای نفوذ به «منطقه» کمتر شناخته شده و هیجان‌انگیز برای همه ما» بود.
این جشنواره توسط انجمن کارگردانان فیلم روسیه تأسیس شد.
گئورگی ژژونوف (۱۹۱۵–۲۰۰۵) بازیگر، چندین سال عضو هیئت داوران این جشنواره بود. او همچنین در طول سال با گروه استاکر به سراسر کشور سفر می‌کرد و برای تماشاگران سخنرانی می‌کرد.
بنیاد مک‌آرتور، یک سازمان خیریه مستقر در ایالات متحده، بین سال‌های ۲۰۰۵ تا ۲۰۱۴ در مجموع حدود ۸۵۰٬۰۰۰ دلار را در شش کمک‌هزینه جداگانه به انجمن صنفی برای حمایت از جشنواره اهدا کرد.
در سال ۲۰۱۰، یکی از رویدادهای منطقه‌ای آن در کتابخانه عمومی روستوف-نا-دونو برگزار شد. این پنجمین باری بود که این رویداد در این شهر برگزار می‌شد، اما این اولین باری بود که توسط کمک هزینه‌ای از اتحادیه اروپا تأمین مالی می‌شد. فیلم‌های بلندی که به صلح در قفقاز اختصاص داده شده بودند، به نمایش درآمدند و شامل جلسات پرسش و پاسخ با فیلمسازان بودند. فیلم «زمان رقصنده» ساخته وادیم عبدالرشیتوف اولین فیلمی بود که به نمایش درآمد.
در سال‌های اخیر، جشنواره استاکر که به عنوان یک «رویداد سینمایی در مقیاس بزرگ» توصیف می‌شود، در کورسک برگزار شده است.
در دسامبر ۲۰۲۰، در بیست و ششمین دوره جشنواره فیلم، سازندگان فیلم‌های انیمیشن برای اولین بار در جوایز گنجانده شدند.

## اهداف و توضیحات
این جشنواره با هدف افزایش آگاهی و آموزش مخاطبان در مورد حقوق بشر از طریق سینما و تشویق فیلمسازانی که در مورد حقوق بشر فیلم می‌سازند، برگزار می‌شود. این جشنواره بهترین فیلم‌های بلند و مستند با موضوع حقوق بشر را نه فقط برای گروه کوچکی از متخصصان، بلکه برای مخاطبان بسیار زیادی ارائه می‌دهد. سینما به عنوان راهی برای ارتباط و گفتگو با تعداد زیادی از بینندگان در نظر گرفته می‌شود. سینما به مردم این فرصت را می‌دهد تا فیلم‌هایی را که نمایانگر استانداردها و هنجارهای حفاظت از حقوق بشر هستند، تماشا و مورد بحث قرار دهند. این فیلم‌ها در قوانین روسیه، کنوانسیون‌های بین‌المللی و اعلامیه جهانی حقوق بشر گنجانده شده‌اند. این جشنواره غیرتجاری و غیرسیاسی است و تمام نمایش‌ها رایگان هستند.
این جشنواره فیلم هر ساله در ۱۰ دسامبر، روزی که تصویب اعلامیه جهانی حقوق بشر در سراسر جهان گرامی داشته می‌شود، افتتاح می‌شود. در این روز، جوایز ویژه استاکر برای حقوق بشر به قهرمانان حقوق بشر فیلم‌های مستند در مسکو اهدا می‌شود.
برنامه‌های اصلی جشنواره فیلم عبارتند از:
- مسابقه فیلم‌های بلند و مستند
- پانورامای بین‌المللی فیلم‌های حقوق بشر
- رویدادهای جشنواره فیلم در مناطق روسیه، معروف به «اقدامات خیریه» (در طول سال بعد)

هر ساله بیش از ۱۲۰ فیلم در این جشنواره شرکت می‌کنند که ده‌ها هزار بیننده در جشنواره اصلی مسکو آنها را تماشا می‌کنند و سپس بیش از ۱۰۰۰۰۰ بیننده در نمایش‌ها و جلسات بحث رایگان در ده شهر روسیه شرکت می‌کنند. به این ترتیب مردم در زمینه حفاظت از حقوق بشر آموزش می‌بینند. جشنواره فیلم استاکر اکنون یک رویداد مهم در زندگی اجتماعی و فرهنگی روسیه است و همچنان به بازتاب طیف وسیعی از مسائل حقوق بشر در جهان از طریق ابزارهای سینمایی ادامه می‌دهد.
جشنواره استاکر ۲۰۲۲ از ۱۰ تا ۱۵ دسامبر ۲۰۲۲ برگزار می‌شود.

## حکومتداری
این جشنواره توسط انجمن کارگردانان فیلم روسیه با همکاری شریک اصلی خود، بنیاد میخائیل پروخوروف، اداره می‌شود که این جشنواره را به عنوان «تنها جشنواره از این نوع در روسیه… که با هدف ایجاد آگاهی از حقوق قانونی در میان مخاطبان گسترده با استفاده از فیلم - و تشویق فیلمسازان به ساخت فیلم‌هایی دربارهٔ حقوق بشر» برگزار می‌شود، توصیف کرد.
وادیم آبدراشیتوف، هنرمند مردمی روسیه، رئیس انجمن و جشنواره است.

## جوایز

### ۲۰۲۱
در سال ۲۰۲۱، سرگرد ویاچسلاو ایزمایلوف، قهرمان حقوق بشر که در فیلم «به مرد کچل شلیک نکنید!» ساخته آنا آرتمیوا حضور دارد، جایزه قهرمان را از آن خود کرد و این فیلم جایزه هیئت داوران برای بهترین مستند را از آن خود کرد. گفته می‌شود سرگرد ایزمایلوف حداقل ۱۷۴ نفر را از اسارت هر دو طرف در جنگ اول چچن در اواسط دهه ۱۹۹۰ نجات داده است. در سال ۲۰۰۷، ایزمایلوف که در آن زمان بازنشسته شده بود و به عنوان خبرنگار نظامی برای نوایا گازتا کار می‌کرد، و عضوی از تیم روزنامه‌نگارانی بود که در سال ۲۰۰۶ در مورد قتل روزنامه‌نگار آنا پولیتکوفسکایا تحقیق می‌کردند، ادعا کرد که می‌داند چه کسی دستور مرگ او را داده است. او همچنین به خانواده‌ها کمک کرد تا پسرانشان را که در جنگ چچن مفقود شده بودند، پیدا کنند.